# 엘다르 쿠르타니제
엘다르 노다리스 제 쿠르타니제(조지아어: ელდარ ნოდარის ძე კურტანიძე, 1972년 4월 16일~) 또는 루카 쿠르타니제(조지아어: ლუკა კურტანიძე)는 조지아의 레슬링 선수, 체육행정인이다. 올림픽에 3회 참가하여 1996년 하계 올림픽에서 남자 자유형 라이트헤비급 동메달, 2000년 하계 올림픽 남자 자유형 헤비급 동메달을 획득했다. 또한 세계 선수권 대회에서 금메달 2개, 은메달 2개, 동메달 1개를 획득했으며 유럽 선수권 대회에서 금메달 5개, 은메달 3개, 동메달 2개를 획득했다.